# 岡本茉利
岡本 茉利（おかもと まり、岡本 茉莉の表記もあり、1954年〈昭和29年〉10月31日 - ）は、日本の女優、声優。東京都出身。81プロデュース所属。

## 略歴
小学生時代を大阪府枚方市で過ごす。7歳の頃に大阪府の自宅の近くで撮影していた映画に見学に行っていた。その時に岡本を見ていた助監督が「この子のお母さんは?」と言い出して、1961年に映画『喜劇・団地親分』でデビューした。その助監督の紹介で京都ポニー児童劇団に所属。その後、NHK大阪放送児童劇団を経て、中学時代に演出家の松浦竹夫が主宰する浪漫劇場に入団。当時は本名の野田 睦美名義で関西を中心に芸能活動をしていたが、1970年に父の転勤で東京へ引っ越し、以降活動拠点を東京に移すとともに、芸名を岡本茉利に改める。1971年に『男はつらいよ』シリーズ第8作『寅次郎恋歌』に旅役者の娘・大空小百合役で出演したのをきっかけに、山田洋次作品の常連となる。
声優としてのデビューは1970年のアニメ『昆虫物語 みなしごハッチ』へのゲスト出演である。初レギュラーは高校1年の時にオーディションで受かった同年放送のアニメ『いなかっぺ大将』の大柿キク子。
文化学院卒業。オフィス・テブ、ぷろだくしょんバオバブ、マウスプロモーションを経て、現在は81プロデュースに所属。
2007年3月、宮崎県高原町のたかはるふるさと大使任命。
2013年、第7回声優アワードで大平透、森功至、小原乃梨子と共に「シナジー賞（タツノコプロ50周年）」を受賞した。
2025年、第19回声優アワードで功労賞を受賞。

## 人物
声種はメゾソプラノ。
一人っ子である。
趣味・特技は花の写真を撮る事、日舞、殺陣。

## 出演
太字はメインキャラクター。

### テレビドラマ
- 連続テレビ小説 / うず潮（1964年、NHK）
- 富士に立つ影（1967年、毎日放送）
- 愛の劇場
  - 女の絶唱（1969年、TBS）
  - 愛と死と（1970年、TBS）
- コートにかける青春（1971年、CX） - お手伝い 役
- あにいもうと（1972年、東芝日曜劇場）
- 金色夜叉 前後編（1973年、NHK水曜ドラマ）
- 鳩子の海（1974年、NHK連続テレビ小説）
- 鞍馬天狗（1974年、日本テレビ）
  - 第6話「白菊時雨」 - 小女 役
  - 第11話「人斬り」 - お梅 役
- 正義のシンボル コンドールマン（1975年、NET） - 寺田さゆり 役
- 日曜劇場「秘密」（1975年、HBC）
- 寺内貫太郎一家2 第12話 （1975年、TBS）
- 日曜劇場「二階」（1977年、TBS）
- 破れ新九郎 第22話「曲芸女太夫騒動記」（1979年、テレビ朝日） - 楓 役
- 風神の門（1980年、NHK水曜時代劇） - 桂木 役
- 森繁久彌のおやじは熟年 第4話「旅役者天童竹三郎」（1981年、テレビ朝日）
- 新夢千代日記（1984年）
- はね駒（1986年、NHK連続テレビ小説） - 中河千代 役
- おんなは一生懸命 第19話 （1988年、TBS） - 戸村佐和 役
- 花嫁（1991年、TBS） - 片倉雪子 役
- 天国からもういちど（1993年）
- 渡る世間は鬼ばかり（TBS）
  - 第2シリーズ（1993年 - 1994年） - 遠山茂子 役
  - 第5シリーズ（2000年 - 2001年） - 加津の担任·鈴村高子 役
  - TVスペシャル（2016年 - 2019年） - 本間クリニック看護師·ミツ 役
- 女の言い分（1994年、TBS）
- 花の乱（1994年、NHK大河ドラマ） - 千草 役
- 将軍の隠密!影十八（1996年、テレビ朝日）
- みちのく紅花街道殺人事件（2003年、土曜ワイド劇場） - みつ 役

### 映画
- 男はつらいよ（松竹）
  - 男はつらいよ 寅次郎恋歌（1971年） - 大空小百合 役
  - 男はつらいよ 葛飾立志篇（1975年） - 観光船のガイド 役
  - 男はつらいよ 寅次郎夕焼け小焼け（1976年） - 池ノ内家のお手伝い 役
  - 男はつらいよ 寅次郎純情詩集（1976年） - 大空小百合 役/夢のシーンでのカスバの娘 役
  - 男はつらいよ 寅次郎と殿様（1977年） - 殿様の屋敷に来る出前持ち 役
  - 男はつらいよ 寅次郎頑張れ!（1977年） - 大空小百合 役/夢のシーンでの召使い 役
  - 男はつらいよ 寅次郎わが道をゆく（1978年） - 春子 役
  - 男はつらいよ 翔んでる寅次郎（1979年） - 日下部医院の看護婦/観光名所のアナウンス 役
  - 男はつらいよ 寅次郎春の夢（1979年） - 大空小百合 役
- 黒の奔流（1972年、松竹） - 太田美代子 役
- 喜劇 女売り出します（1972年、松竹） - 朝子 役
- 樺太1945年夏 氷雪の門（1974年、東映） - 香取知子 役
- 同胞（1975年、松竹） - 福田愛子 役
- 八つ墓村（1977年、松竹） - 雑貨屋の女性 役
- 幸福の黄色いハンカチ（1977年、松竹） - ラーメン屋の女の子 役
- 宇宙からのメッセージ（1978年、東映） - メイア・ロング 役※日本語吹替
- 俺は田舎のプレスリー（1978年、松竹） - 小百合 役
- 皇帝のいない八月（1978年、松竹） - 福岡のお茶汲みOL 役
- 俺たちの交響楽（1979年、松竹） - 野村文枝 役
- あゝ野麦峠（1979年、東宝） - 久保えい 役
- ぬくもりの内側（2023年 厚生労働省推薦 イオンエンターテイメント） - ときばあちゃん 役

### 舞台
- 沢竜二劇団

### テレビアニメ
1970年
- いなかっぺ大将（キクちゃん）
- 昆虫物語 みなしごハッチ（1970年 - 1974年、チヨ子、ミドリ、蝶子、ナナ、スズ子） - 2シリーズ

1972年
- 樫の木モック（メレリ）

1973年
- けろっこデメタン（ラナタン）
- 新造人間キャシャーン（モレーナ、フローラ）

1974年
- 科学忍者隊ガッチャマン（アリア）
- 小さなバイキングビッケ（チルダ）
- てんとう虫の歌（一週月美）
- 星の子チョビン（ルリ）

1975年
- タイムボカン（1975年 - 1976年、淳子）
- フランダースの犬（アニー）

1977年
- ポールのミラクル大作戦（ローラ）
- ブロッカー軍団IVマシーンブラスター（サラ）
- ヤッターマン（第1作）（1977年 - 1979年、アイちゃん）

1978年
- 宇宙戦艦ヤマト2（1978年 - 1979年、テレサ）
- 闘将ダイモス（玲子、シンディ）
- まんが日本絵巻（額田王）

1979年
- SF西遊記スタージンガー（プレネ）
- 科学忍者隊ガッチャマンII（リーザ）
- ザ☆ウルトラマン（野島ユリコ、ノア）
- ゼンダマン（ホントワネット、かぐや姫）
- 花の子ルンルン（ルンルン）
- ルパン三世 (TV第2シリーズ)

1980年
- タイムパトロール隊オタスケマン（エリーゼ）
- 二十四の瞳(西口ミサ子)
- フウムーン（ロココ）
- ベルサイユのばら
- メーテルリンクの青い鳥 チルチルミチルの冒険旅行（母親、光の精）

1981年
- おはよう!スパンク（森村愛子）
- 鉄腕アトム (アニメ第2作)（キャーベット、サファイア、ニョーカ）
- ブレーメン4 地獄の中の天使たち（コーダ）

1982年
- 太陽の子エステバン（チルカ）
- ピュア島の仲間たち（セレンディピティ）
- タイムスリップ10000年 プライム・ローズ（エミヤ）

1983年
- まいっちんぐマチコ先生

1986年
- 青春アニメ全集「野菊の墓」（民）

1987年
- アニメ三銃士（アンヌ王妃）

1995年
- 闘魔鬼神伝ONI（アマネ・サラ）

1998年
- 男はつらいよ 寅次郎忘れな草（さくら）

2003年
- こちら葛飾区亀有公園前派出所（村雨）

2005年
- 名探偵コナン（相川悦子）

2009年
- テガミバチ（ルイーザ）
- ヤッターマン（第2作）（おハナ）

2017年
- リトルウィッチアカデミア（ルーキッチ）
- BanG Dream!（2017年 - 2019年、市ヶ谷万実） - 2シリーズ

2019年
- ラディアン（受付）

### 劇場アニメ
- まことちゃん（1980年、友子）
- シュンマオ物語 タオタオ（1981年、アン）
- オズの魔法使い（1982年、ドロシー）
- おはよう!スパンク（1983年、愛子[26]）
- シティーハンター 愛と宿命のマグナム（1989年、ニーナ[27]）
- ウルトラニャン 星空から舞い降りたふしぎネコ（1997年、お母さん）
- ウルトラニャン2 ハッピー大作戦（1998年、お母さん）
- 劇場版 BanG Dream! ぽっぴん'どりーむ!（2022年、市ヶ谷万実）

### OVA
- タイムボカン王道復古（1994年、ヤッターマン2号）

### ゲーム
- ボカンですよ（1998年、ヤッターマン2号）
- 魔女っ子大作戦（1999年、ルンルン）
- ボカンGoGoGo（2001年、ヤッターマン2号、淳子）
- スロッターUPコア3 愉打!ドロンジョにおまかせ（2004年、アイちゃん / ヤッターマン2号）
- リトルウィッチアカデミア 時の魔法と七不思議（2017年、ルーキッチ先生[28]）

### ラジオドラマ
- 連続ラジオ劇場恐怖新聞（ながなみやすこ）
- FMシアターサヨナラおもちゃ箱デラックス（リリコ人形）
- ラジオ劇画傑作シリーズ 少年の町ZF（囁き子）

### 吹き替え

#### 洋画
- 愛と青春の旅だち（ポーラ・ポリフキ / デブラ・ウィンガー）※フジテレビ版
- 悪魔が夜来る（マリー・デア）※TBS版
- 熱い賭け（ビリー / ローレン・ハットン）
- 雨に唄えば（キャシー / デビー・レイノルズ）※フジテレビ版
- シンデレラ (1976年の映画)（シンデレラ / ジェマ・クレイヴン）※テレビ朝日版
- アラン・ドロンのゾロ（オルテンシア / オッタヴィア・ピッコロ）※テレビ朝日旧版
- いちご白書（リンダ / キム・ダービー）
- インテリア（ジョーイ / メアリー・ベス・ハート）
- インフェルノ（ローズ・エリオット / アイリーン・ミラクル）※TBS版
- 海から来た犬（ナージャ/ターチャーナ・シェスタコーワ）
- 海辺のホテルにて（エレーヌ/ カトリーヌ・ドヌーヴ）
- エイミー（エイミー / ジェニー・アガター）
- 狼は天使の匂い（ペッパー / ティサ・ファロー）
- オーメン4（カレン・ヨーク）
- オズの魔法使（ドロシー / ジュディ・ガーランド）※TBS版
- かっこうの呼ぶ夜（スニ / チョン・ユン・ヒ）
- 風と共に去りぬ（キャリーン・オハラ / アン・ラザフォード）※日本テレビ新録版、（メラニー・ハミルトン / オリヴィア・デ・ハヴィランド）※テレビ東京版
- 華麗なるギャツビー（デイジー・ブキャナン / ミア・ファロー）※TBS版
- 機械じかけのピアノのための未完成の戯曲（サーシャ / エウゲーニャ・クルシェンコ）※NHK版
- キャンディ（キャンディ / エヴァ・オーリン）
- きんぽうげ（マーガレット / ジェーン・アッシャー）
- 蜘蛛女（ナタリー・グリマルディ）※テレビ版
- 暗闇にベルが鳴る（ジェス / オリヴィア・ハッセー）※フジテレビ版（BD収録）
- 荒野の七人（ペトラ / ロゼンダ・モンテロス）
- ゴースト/血のシャワー（ロリー / ヴィクトリア・バーゴイン）※フジテレビ版（BD収録）
- コッチおじさん（エリカ/ デボラ・ウィンタース）
- 5人のテーブル（マリー / マリー＝クリスティーヌ・バロー）
- コンクリート・ジャングル（エリザベス / トレイシー・ブレグマン）
- サスペリア（スージー・バニオン / ジェシカ・ハーパー）※TBS版[29]
  - サスペリア (2018年)（ミス・タナー）
- 殺人鬼の森（ウィン / ジェニー・アガター）
- さらば友よ（ドミニク・アウステリッツ / ブリジット・フォッセー）※フジテレビ版（思い出の復刻版BD収録）
- 死海殺人事件（サラ・キング / ジェニー・シーグローヴ）
- 真説フランケンシュタイン（アガサ / ジェーン・シーモア）
- スキャンダル・ゲーム（クラリッサ / デビー・ブーン）
- 捜索者（ローリー・ジョージェンセン / ヴェラ・マイルズ）※1979年テレビ朝日版
- 大空港 ※日本テレビ旧版
- 007 死ぬのは奴らだ（ソリテール / ジェーン・シーモア）※TBS旧録版
- 超能力少女の復讐
- テキサス（ロネッタ / ティナ・マルカン）※テレビ朝日版
- テス（テス・ダービフィールド / ナスターシャ・キンスキー）
- ドーベルマン犬の島（リリー / ブライス・ダナー）
- 透明人間（アリス・モンロー / ダリル・ハンナ）
- ドラゴン怒りの鉄拳（ユアン / ノラ・ミャオ）※TBS版
- ドラゴン・カンフー/龍虎八拳（シャオ・リン）
- ドラゴン危機一発（チャオ・メイ / マリア・イー）
- ドラゴンへの道（チェン / ノラ・ミャオ）
- トロイのヘレン（カサンドラ / ジャネット・スコット）※NET版
- バタフライ・キス（ミリアム / サスキア・リーヴス）
- バックドラフト（ヘレン / レベッカ・デモーネイ）※テレビ朝日版
- バニシング IN TURBO（ポーラ / ナンシー・モーガン）
- パニック航海'83 （ジャン / ジェーン・シーモア）
- バラクーダ（ライザ / ロバータ・レイトン）
- 非行少女クリス（クリス・パーカー / リンダ・ブレア）
- 陽のあたる教室（アイリス・ホランド / グレン・ヘドリー）※DVD/VHS版
- 火の接吻（ジョルジア / アヌーク・エーメ）
- ピラミッド（マーガレット / ステファニー・ジンバリスト）
- 冬のライオン（アリース / ジェーン・メロウ）
- フェイズIV 戦慄!昆虫パニック（ケンドラ・エルドリッジ / リン・フレデリック）
- フラッシュ・ゴードン（デイル・アーデン / メロディ・アンダーソン）※日本テレビ版
- ヘルハウス（フローレンス・タナー / パメラ・フランクリン）※フジテレビ版（HDリマスター版DVD収録）
- ポセイドン・アドベンチャー（スーザン・シェルビー / パメラ・スー・マーティン）※TBS版
- 舞姫（エリス・バイゲルト / リザ・ウォルフ）※テレビ朝日版
- Mr.Boo!インベーダー作戦（リンリン / エレン・リュウ）
- UFO大遭遇（ダイアン / ジェーン・ワイリー）
- よみがえり 〜レザレクション〜（ルシール・ラングストン / フランシス・フィッシャー）
- レディL（ルイーズ / ソフィア・ローレン）※TBS版
- ロミオとジュリエット（ジュリエット / スーザン・シェントール）
- 若い狼たち（シルビー / ハイディ・ポリトフ）

#### ドラマ
- アルプスのスキーボーイ（サディ / マーゴ・アレクシス）
- アン通り47番地（ジェス / クリスチン・マッケンナ）
- インディ・ジョーンズ/若き日の大冒険（ローザ）
- 刑事コロンボ 殺しの序曲（キャロライン）
- 自動車 第5話「デトロイトの遠い星」（ジョディ・ホートン / リザ・アイルバーカー）
- 地上最強の美女 バイオニック・ジェミー
- どうくつの友情（レズリー / フィオナ・ケネディ）
- ドクター・フー（キャシー）
- 遥かなる西部 第3話「新天地」（エリー / ステファニー・ジンバリスト）
- ヤングライダーズ「運命の書」（クリスティン・ハージェ）

#### アニメ
- 美しい森の物語〜王子とマリア姫〜（マリア）
- 雪の女王（ゲルダ）※東京12ch版

### その他
- “スポーツバラエティ”土曜デポルテ（1974年、TBS） - アシスタント[30]
- ウルトラ情報局（ファミリー劇場）
- 大胆MAP 顔を見てみたいアニメキャラクター30人全部見せちゃうよ! 春の撮れたて新作SP（ヤッターマンのアイちゃんとして紹介された）